# Esteban Arze (provins)

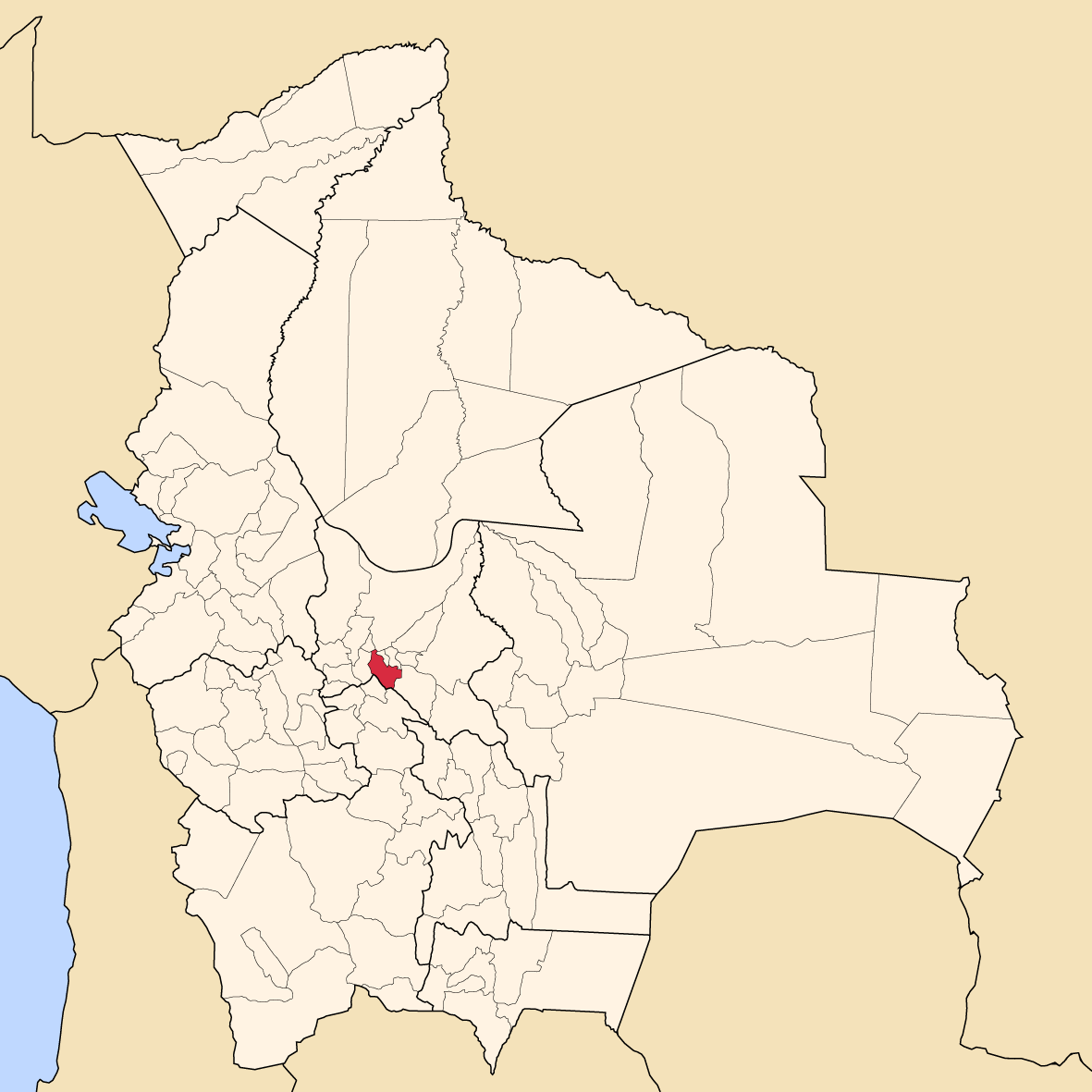
Provinsens läge i Bolivia

Esteban Arze är en provins i departementet Cochabamba i Bolivia. Den administrativa huvudorten är Tarata.